# Rezydencja

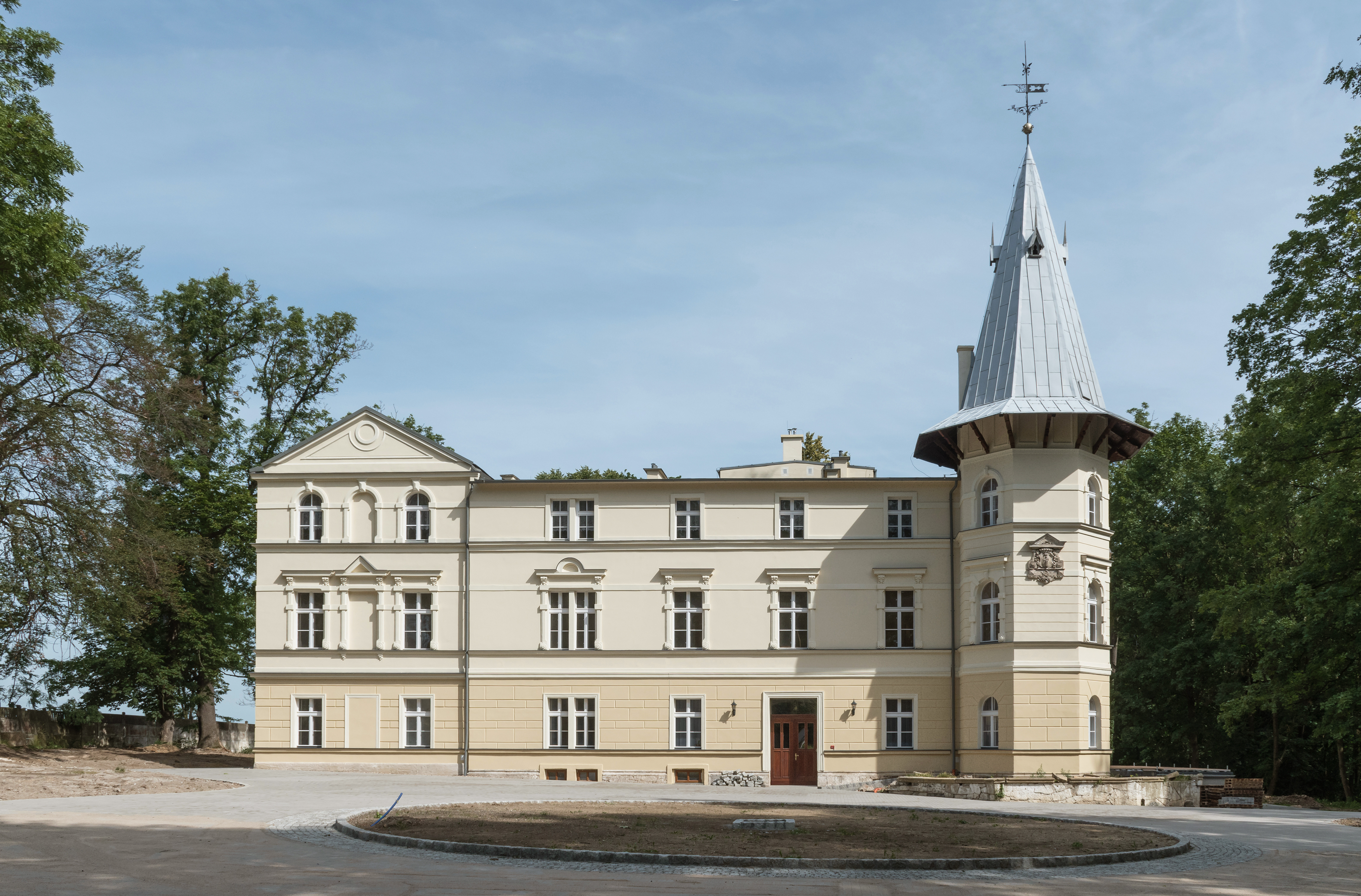
Rezydencja von Münchhausenów w Żelaźnie

Rezydencja – reprezentacyjna siedziba biskupia, królewska, rodowa, zbudowana na wsi lub w mieście.
Może być pojedynczym budynkiem (zamkiem, pałacem) lub zespołem budynków (w połączeniu z zabudowaniami gospodarczymi, parkiem z pawilonami itp.). Rozróżnia się rezydencje letnie, zimowe i całoroczne.